# Place des Cordeliers à Lyon
Place des Cordeliers à Lyon er en fransk stumfilm fra 1895 af Louis Lumière.